# La Rambla (Córdoba)
La Rambla er en by og kommune i det sydlige Spanien i provinsen Córdoba. Den har et indbyggertal på 7.438 (2024) indbyggere.